# Adavibantenahalli, Belur
Adavibantenahalli là một làng thuộc tehsil Belur, huyện Hassan, bang Karnataka, Ấn Độ.